# 朝倉歩
朝倉 歩（あさくら あゆむ、1979年 - ）は、日本の税理士。サン共同会計事務所の代表パートナー及びサン共同税理士法人の代表社員。東京都杉並区出身。

## 概要
2004年より約12年間、現デロイトトーマツ税理士法人に勤務。2016年にサン共同会計事務所の代表パートナー及びサン共同税理士法人の代表社員として参画する。
大企業・上場企業へのコンサルタント業務経験により、連結納税導入に関するサポート業務や、起業の買収・合併のグループ内組織再編のアドバイザリー業務、海外子会社を有する日系企業に対するタックスヘイブン対策税制といった大企業・オーナー向けの税務業務等を専門としている。
また、IT戦略やM&A戦略など税理士向けのセミナーの開催も行っている。

## 経歴
- 2004年 デロイト トーマツ税理士法人　勤務
- 2016年 サン共同税理士法人　代表社員
- 2017年 株式会社サン共同会計事務所　代表取締役
- 2018年 サン共同財務支援コンサルティング株式会社　代表取締役
- 2018年 一般社団法人中小企業税務経営研究協会　特別顧問
- 2018年 会計事務所RPA研究会株式会社　執行役員[3]
- 2019年 サン共同RPAコンサルティング株式会社　代表取締役[4]
- 2020年 在宅経理株式会社　代表取締役[5]
- 2021年 辻・本郷ITコンサルティング株式会社　取締役[6]

## 主な著書
- 『詳解連結納税Q&A』（清文社・共著）ISBN 978-4433610777
- 『外国税額控除／外国子会社配当益金不算入制度と申告書作成の実務等』（清文社・共著）ISBN 978-4433513344
- 『融資を引き出す創業計画書つくり方・活かし方』（あさ出版・共著）ISBN 978-4866670010
- 『中小企業のDXは会計事務所に頼め!』（金融ブックス・共著）ISBN 978-4904192887

## 主な雑誌掲載
- 税務広報（2020年8月号）『テレワークガイドラインの考え方・つくり方』[7]
- 週刊現代（2020年6月27日号）『横行する「コロナのカネ」を不正受給する人たち』
- 月刊実務経営ニュース（2020年6月号）『会計事務所のテレワーク勤務勉強会』[8]
- FIVE STAR MAGAZINE（2020年5月号）『テレワーク運用ガイドライン』
- 税界タイムス第73号（2020年2月1日号）『第4回サン共同税理士法人オフィス見学会＆RPA体験見学会』

## セミナー講演
- 会計事務所RPA研究会㈱・イプシロン共同セミナー主催（2020年6月16日）「初めてのRPA導入セミナー」[9]
- 株式会社オーシャン主催（2020年2月29日）「人手不足解消・売上増加のためのRPAと在宅の活用」[10]
- 株式会社実務経営サービス主催（2020年2月10日）「税務業務専門ロボット徹底検証セミナー」[11]
- 株式会社会計事務所RPA研究会（2019年12月12日）「会計事務所RPAサミット」
- 関東甲信越税理士会 浦和支部 主催セミナー（2019年10月7日）「会計業界におけるRPAとAIの動向」
- 名南経営コンサルティング主催セミナー（2019年9月11日）「スタッフ1人にロボット1台の事務所へ」
- 船井総合研究所主催セミナー（2019年9月1日・4日）「担当者2名体制から「担当者1名＋ロボット1台体制」へ」[12]
- 実務経営サービス主催会計事務所サミット（2019年7月12日）「ロボットが申告する時代到来！単純作業がいよいよ消滅します」
- 一般社団法人中小企業税務経営研究協会主催セミナー（2019年6月19日）「会計事務所M&A実体験談セミナー」

## メディア出演
- ワールドビジネスサテライト「持続化給付金対応」（2020年5月1日、テレビ東京）[13]